# Середня Талача
Середня Талача́ (рос. Средняя Талача) — село у складі Каримського району Забайкальського краю, Росія. Входить до складу Нарин-Талачинського сільського поселення.

## Населення
Населення — 178 осіб (2010; 183 у 2002).
Національний склад (станом на 2002 рік):
- росіяни — 93 %